# 48799 Tashikuergan
48799 Tashikuergan è un asteroide della fascia principale. Scoperto nel 1997, presenta un'orbita caratterizzata da un semiasse maggiore pari a 2,8514796 UA e da un'eccentricità di 0,0439948, inclinata di 2,97913° rispetto all'eclittica.